# Luciano Fonda
Luciano Fonda (Pola, 12 dicembre 1931 – Scardona, 21 luglio 1998) è stato un fisico italiano, autore di un centinaio di pubblicazioni scientifiche e di un libro sulle simmetrie quantistiche. La sua attività di ricerca ha spaziato su diverse tematiche, dalla fisica nucleare e subnucleare alla fisica degli stati condensati.

## Biografia
Nato a Pola (allora Italia, ora Croazia), le vicende della guerra portano la sua famiglia a Trieste nel dicembre 1943. Compie gli studi medi e liceali presso il locale Liceo Classico "Dante Alighieri" e successivamente si laurea in Fisica "summa cum laude" presso l'Università degli Studi di Trieste nel luglio 1955.
Dopo essere stato assistente di Fisica Teorica presso l'Università di Trieste, si reca negli Stati Uniti d'America nel 1958 con una borsa di studio Fulbright per ricoprire il posto di Research Associate presso l'Università dell'Indiana a Bloomington. Nel 1959, su invito di Robert Oppenheimer, diventa Membro dell'Institute for Advanced Study di Princeton.
Nel marzo 1960 consegue la Libera Docenza in Fisica Teorica. Vincitore nel concorso a cattedra universitaria di Fisica Teorica del novembre 1960, rientra in Italia nel 1961 chiamato dall'Università di Palermo prima e successivamente dall'Università di Parma. Nel novembre 1963 è chiamato definitivamente presso l'Università di Trieste.
Luciano Fonda, sposato con Thea Arcangeli, ha avuto tre figli, Alessandro, Paola e Gabriella.
È morto a Scardona (Skradin, Croazia), il 21 luglio 1998 durante una crociera in barca a vela.

## Incarichi accademici
È stato Direttore della Scuola di Perfezionamento in Fisica, aperta pure ai borsisti dell'Agenzia internazionale per l'energia atomica (IAEA) di Vienna e dell'UNESCO. Altrimenti nota come Advanced School of Physics, questa Scuola ha operato sotto la sua Direzione dal 1964 al 1980, quando fece confluire contenuti e programmi nella neonata Scuola Internazionale Superiore di Studi Avanzati (SISSA), alla cui fondazione prima e gestione poi per sei anni, Luciano Fonda ha contribuito quale Vicedirettore. 
È stato Direttore dell'Istituto di Fisica Teorica dell'Università di Trieste dal 1966 al 1969 e Preside della Facoltà di Scienze Matematiche, Fisiche e Naturali dell'Università di Trieste dal 1991 al 1997. Sotto la sua presidenza, è nato il Corso di Laurea in Scienze Ambientali.
È stato inoltre Direttore del Consorzio per l'incremento studi e ricerche dei Dipartimenti di Fisica dell'Università di Trieste dal 1980 al 1997 e Presidente dello stesso "Consorzio per la Fisica" dal 1997. Ha operato come Consulente del Centro Internazionale di Fisica Teorica Abdus Salam (ICTP) dal 1964, anno della sua fondazione.

## Il sincrotrone a Trieste
Luciano Fonda è stato spesso definito il "padre" della macchina di luce di sincrotrone ELETTRA.
Dal 1980 al 1985 egli ha partecipato al Comitato Intergovernativo di Bruxelles che doveva decidere in quale sito costruire una macchina di luce di sincrotrone europea da 5 GeV. Quando nel 1985 la macchina è stata assegnata a Grenoble, egli ha sfruttato l'esperienza acquisita in quegli anni per portare avanti, assieme al suo collaboratore Renzo Rosei, l'idea di una macchina nazionale, complementare a quella europea. ELETTRA ha terminato la sua costruzione nell'ottobre 1993, ed è ora operativa a Basovizza, sul Carso triestino. Luciano Fonda è stato Direttore della Divisione Scientifica della Sincrotrone Trieste dal 1987 al 1991 e Vicepresidente dal 1993.

## Riconoscimenti
Nel 1960 è risultato vincitore del Premio della Società italiana di fisica. Inoltre, per la sua attività di collaborazione scientifica con il gruppo teorico dell'Università di Lubiana, gli è stato conferito il titolo di Membro Associato dell'Istituto Jožef Stefan.
Per aver resa possibile la nascita di ELETTRA è stato insignito, nel dicembre 1993, del Premio San Giusto d'Oro, assegnato ogni anno dai cronisti giuliani a un triestino che con la sua opera ha reso illustre la città di Trieste in Italia e nel mondo.
Per iniziativa del "Consorzio per la Fisica", nei primi mesi del 1999 veniva istituito a Trieste il Collegio Universitario Luciano Fonda,
che iniziava la sua attività già nell'anno accademico 1999-2000. 
Per maggiori informazioni sulla sua vita e la sua attività scientifica, si può consultare il libro "Luciano Fonda, his Life and Scientific Achievements, Società Italiana di Fisica, Bologna, 2006".